# Divisió d'Agra
La divisió d'Agra és una entitat administrativa de l'Índia, estat d'Uttar Pradesh. La capital és Agra. Està formada per quatre districtes (2008)
- Districte d'Agra
- Districte de Firozabad
- Districte de Mathura
- Districte de Mainpuri

Fins al 2008 incloïa tres districtes més:
- Districte d'Aligarh
- Districte d'Etah
- Districte d'Hathras

L'abril del 2008 aquestos tres districtes i el de nova creació de Kanshiram Nagar van formar la divisió d'Aligarh.
Ja fou una entitat administrativa part de les Províncies del Nord-oest i després (1904) Províncies Unides d'Agra i Oudh, de l'Índia Britànica, formada per sis districtes:
- Districte d'Agra
- Districte de Muttra
- Districte de Farrukhabad
- Districte d'Etah
- Districte d'Etawah
- Districte de Mainpuri

Limitava al nord amb el districte d'Aligarh, a l'est amb el Ganges que la separava del districte de Budaun i el districte de Shahjahanpur i d'Oudh; al sud amb el districte de Jalaun i el districte de Cawnpur; i a l'oest amb els principats de Bharatpur, Dholpur i Gwalior. La superfície era de 26.288 km². La població era de 5.039.247 el 1872, de 4.834.064 el 1881, de 47.67.375 el 1891 i de 5.249.542 el 1901. La fam va afectar el territori el 1877 i 1878; i hi va haver inundacions entre 1881 i 1891: Tot això va delmar la població.